# Adrian Aucoin
Adrian Mark Aucoin (Ottawa, 3 luglio 1973) è un ex hockeista su ghiaccio canadese.

## Palmarès

### Olimpiadi
- Argento a Lillehammer 1994.